# Hypoclinemus mentalis
Hypoclinemus mentalis là một loài cá bơn Mỹ nước ngọt nguồn ngốc từ những con sông lớn ở vùng nhiệt đới Nam Mỹ. Loài này phát triển tới chiều dài 21 xentimét (8,3 in). Loài này là thành viên duy nhất trong chi của nó.